# Institut culturel danois
L'Institut culturel danois (Dansk Kulturinstitut) est une institution publique de promotion de la culture du Danemark. Il a été créé en 1940 sous le nom de Société danoise (Det Danske Selskab) à l'initiative du slaviste Folmer Wisti, qui avait initié en 1938 un centre culturel danois à Varsovie, où il était enseignant après l'avoir été à Cracovie.
Les premières antennes à l'étranger ont été créées en 1947. Aujourd'hui, l'Institut culturel danois a son siège à Copenhague et possède des représentations au Brésil, en Chine, en Inde, en Lettonie, en Pologne et en Russie. En outre, il a des projets en Ukraine, en Turquie et en Biélorussie.
Les principales activités sont :
- des concerts et collaborations musicales pour des interprètes et des ensembles danois à l'étranger,
- des expositions d'artistes danois internationaux et des expositions sur des sujets de société, comme le développement urbain, la durabilité, la codétermination, l'éducation et les questions sociales,
- des festivals de films et arts du spectacle,
- des conférences et séminaires sur des sujets culturels ou de sciences sociales,
- l'organisation de voyages d'études à destination et en provenance du Danemark notamment sur la politique sociale et sanitaire, l'éducation et la culture au profit d'organisations professionnelles, d'autorités et d'associations nationales, régionales et municipales,
- des cours de danois pour étrangers.

SAR la princesse Mary, épouse du prince héritier Frederik est la marraine de l'Institut culturel danois. Camilla Mordhorst (da) en est la directrice depuis le 1er janvier 2019.

## Notes et références

L'ancien logo de l'Institut culturel danois.